# Langues japoniques insulaires
Les langues japoniques insulaires, ou langues japonaises-ryūkyūanes sont une subdivision des langues japoniques s'opposant aux langues japoniques péninsulaires hypothétiques anciennement parlées dans le centre et le Sud de la Corée. Ce regroupement, proposé par Vovin, a été repris plusieurs fois par la suite.

## Histoire
A l'heure actuelle, la plupart des chercheurs sont d'accord pour dire que les langues japoniques ont été apportées dans l'archipel nippon entre le VIIe et le IIIe siècle av. J.-C. par des cultivateurs de riz humide de la culture Yayoi par le Nord de Kyūshū, remplaçant les peuples jōmon indigènes. Des toponymes indiquent que les langues aïnoues étaient anciennement parlées dans l'Est du Japon,,. Plus tard, les locuteurs japoniques se sont installés sur les îles Ryūkyū.
Linguistiquement, il y a un désaccord sur le lieu et la date de séparation avec la branche continentale. Robbeets (2020, 2021) argue que les deux branches de la famille "japanique" (japonique) se sont séparées quand leurs locuteurs ont quitté le Shandong en 1500 avant J.-C. environ vers le centre et le Sud de la péninsule coréenne. Selon elle, les japoniques insulaires seraient entré dans l'archipel vers 700 avant J.-C. Certains seraient restés au sud des confédérations de Mahan et de Byeonhan. Cette théorie est peu soutenue. Vovin et Whitman affirment plutôt que les langues japoniques insulaires se sont séparées des langues japoniques péninsulaires en arrivant à Kyūshū entre 1000 et 800 avant J.-C..
Il y a aussi un désaccord concernant la séparation du vieux japonais et des langues ryūkyū. Une théorie suggère qu'en tenant compte d'innovation en vieux japonais non-partagées avec les langues ryūkyū, ces deux branches ont dû se séparer avant le VIIe siècle, puis les ryūkyūans auraient migré du Sud de Kyūshū vers les Ryūkyū avec l'expansion de la culture Gusuku vers le Xe – XIe siècle environ. Le vieux japonais aurait émergé durant la période Nara. Robbeets propose une théorie similaire, mais place la date de séparation au Ier siècle av. J.-C.. Boer propose que les langues ryūkyū descendent du dialecte kyūshūan du vieux japonais. Une théorie suggère aussi que des ryūkyūans seraient restés à Kyūshū jusqu'au XIIe siècle.

## Classification interne
La parenté entre le japonais et les langues ryūkyū a été établie au XIXe siècle par Basil Hall Chamberlain dans sa comparaison de l'okinawaïen et du japonais.

### Classification standard
Cette classification ci-dessous est la plus utilisée. Vovin classe la langue de Tamna dans la branche japonique insulaire,. Le hachijō, parlé dans les îles Izu du Sud et anciennement dans les îles Daitō, est si divergeant du japonais moderne qu'il est parfois considéré comme une langue à part entière. Robbeets (2020) traite les dialectes de Fukuoka et Kagoshima comme des langues indépendantes. Les dialectes sont indiqués en italique.
- langues japoniques insulaires
  - vieux japonais†[19]
    - tamna†
    - vieux japonais de Kyūshū†
      - fukuoka
      - kagoshima

    - vieux japonais occidental†
      - japonais
        - créole yilan[20]
        - dialectes japonais
          - dialectes de Kyūshū
            - satsugū-ben
            - hichiku-ben
              - hakata-ben
              - tsushima-ben

            - hōnichi-ben

          - dialetes japonais occidentaux
            - chūgoku-ben
              - hiroshima-ben
              - okayama-ben

            - unpaku-ben
            - shikoku-ben
            - kansai-ben
            - hokuriku-ben

          - dialectes japonais orientaux
            - izu-ben
            - dialectes kantō-echigo
              - kantō-ben
                - kantō occidental
                  - okinawa-ben
                  - amami-ben
                  - hokkaïdō-ben intérieur
                  - japonais standard

                - kantō oriental

              - echigo-ben

            - tōkai-tōsan/chūbu-ben
              - gifu-aichi-ben
                - nagoya-ben

              - ngano-yamanashi-shizuoka-ben

            - tōhoku-ben
              - tōhoku méridional
                - yamagata-ben

              - tōhoku septentrional
                - tsugaru-ben

              - hokkaïdō-ben costal

    - vieux japonais oriental†
      - hachijō

  - langues ryūkyū
    - langues ryūkyū du Nord
      - langues amami
        - amami du Nord
          - naze
          - sani[21]

        - amami du Sud
        - kikaï
          - onotsu[21]

        - toku-no-shima
          - kametsu[21]

      - langues kunigami
        - yoron
        - kunigami
          - nago[21]

        - oki-no-erabu
          - oki-no-erabu occidental
          - oki-no-erabu oriental[21]

      - okinawaïen
        - kudaka
        - naha
        - shuri
        - torishima[21]

    - langues ryūkyū du Sud
      - miyako
        - miyako central
          - kurima
          - miyako-jima
          - ogami

        - ikema-irabu
          - ikema-jima
          - irabu-jima

        - tarama-minna[21]

      - langues macro-yaeyama[22]
        - yaeyama
          - hateruma
          - hatoma
          - ishigaki
          - kabira
          - kohama
          - kuroshima
          - shiraho
          - sonai
          - taketomi[21]

        - yonaguni

### Classification alternative

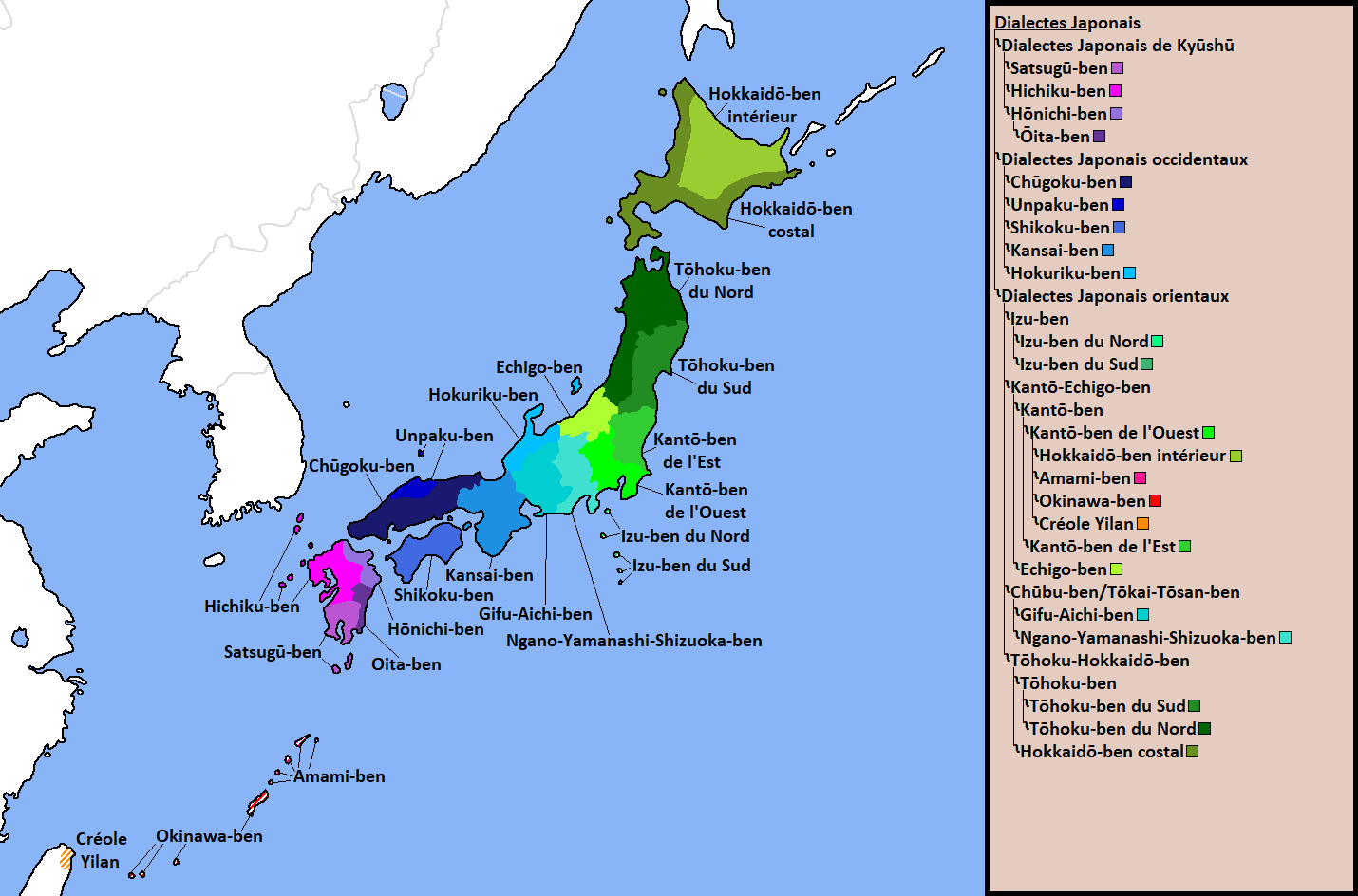
Carte des dialectes japonais.

Une classification basée sur les accents de hauteur a été proposée. Suivant celle-ci, le japonais est paraphylétique au sein du japonique insulaire.
- langues japoniques insulaires
  - vieux japonais oriental
    - Japonais des îles Izu
      - Hachijō / japonais des îles Izu du Sud
      - Japonais des îles Izu du Nord

    - Japonais de Kantō-Echigo
      - Japonais de Kantō
      - Japonais d'Echigo

    - Japonais de Nagano-Yamanashi-Shizuoka

  - vieux japonais central
    - Japonais de Ishikawa-Toyama
    - Japonais de Gifu-Aichi
    - Japonais de Kinki-Totsukawa
    - Japonais de Shikoku
    - Japonais de Chūgoku

  - groupe Izumo-Tohoku
    - Izumo-Tōhoku conservatif
      - Japonais de Shimokita / Iwate oriental
      - Japonais d'Izumo périphérique

    - Izumo-Tōhoku innovant
      - Japonais du Tōhoku
      - Japonais d'Izumo central

  - groupe Kyūshū-Ryūkyū
    - Japonais de Kyūshū du Nord-Est
    - Japonais de Kyūshū du Sud-Est
    - groupe Kyūshū du Sud-Ouest-Ryūkyū
      - Japonais de Kyūshū de l'Ouest
      - Kyūshū du Sud-Ryūkyū
        - Japonais de Kyūshū du Sud
        - langues ryūkyū

## Comparaison lexicale japonais - ryūkyū
Ce tableau comparatif est tiré d'une vidéo indiquée en référence.
| français   | proto-japonique insulaire | vieux japonais | japonais     | hachijō   | proto-ryūkyū | okinawaïen | miyako    |
| ---------- | ------------------------- | -------------- | ------------ | --------- | ------------ | ---------- | --------- |
| un (1)     | *pitə                     | pitötu         | ichi         | tetsu     | *pito        | tiːtɕi     | pi̥tiitsɿ  |
| deux (2)   | *puta                     | putatu         | ni           | ɸu̥tatsu   | *puta        | taːtɕi     | fu̥taatsɿ  |
| trois (3)  | *mi(t)                    | mitu           | san          | mittsu    | *mi          | miːtɕi     | miitsɿ    |
| quatre (4) | *jə                       | yötu           | shi, yon     | jottsu    | *yo          | juːtɕi     | juutsɿ    |
| cinq (5)   | *itu, *etu                | itutu          | go           | itsutsu   | *etu         | itɕitɕi    | itsɿtsɿ   |
| six (6)    | *mu(t)                    | mutu           | roku         | muttsu    | *mu          | muːtɕi     | mmtsɿ     |
| sept (7)   | *nana                     | nanatu         | shichi, nana | nanatsu   | *nana        | nanatɕiː   | nanatsɿ   |
| huit (8)   | *ja                       | yatu           | hachi        | jattsu    | *ya          | jaːtɕi     | jaatsɿ    |
| neuf (9)   | *kəkənə                   | kökönötu       | ku, kyuu     | kokonotsu | *kokono      | kukunutɕi  | ku̥kunutsɿ |
| dix (10)   | *təwə                     | tö             | juu          | tou       | *towa        | tuː        | tuu       |